# Hydrotaea
Genre
Synonymes
- Ophyra Robineau-Desvoidy, 1830
- Alloeonota Schnabl, 1911
- Hydrotaeoides Skidmore, 1985

Hydrotaea est un genre d'insectes de la famille des mouches domestiques, les Muscidés. 
Ils se produisent dans la plupart des régions du monde, mais sont plus peuplés dans les climats plus chauds. Ils se trouvent souvent dans les excréments pendant les mois d'été et se trouvent donc généralement à proximité immédiate du bétail. Parmi les 130 espèces connues de ce genre, l'une des plus connues est la mouche de décharge. 
Avec de nombreux autres genres de la famille, Hydrotaea est d'une importance médico-légale à la fois sur la scène économique et de la santé publique. Les mouches en général sont considérées par de nombreuses autorités comme les insectes les plus importants impliqués dans la médecine humaine et vétérinaire.
Il a été prouvé que certaines espèces d'Hydrotaea sont porteuses et transmettent certaines maladies aux animaux à sang chaud, y compris les humains. Les chercheurs continuent de surveiller ces vecteurs de maladie car ils ont été liés à la propagation de la mammite. 

## Liste des espèces
Il existe 130 espèces connues dans ce genre. Ils comprennent : 
- H. acuta Stein, 1898
- H. aenescens (Wiedemann, 1830)
- H. albipuncta (Zetterstedt, 1845)
- H. anxia (Zetterstedt, 1838)
- H. armipes (Fallén, 1825)
- H. atrisquama Ringdahl, 1925
- H. australis Malloch, 1923
- H. basdeni Collin, 1939
- H. borussica Stein, 1899
- H. capensis (Wiedemann, 1818)
- H. chalcogaster (Wiedemann, 1824)
- H. cinerea Robineau-Desvoidy, 1830
- H. cristata Malloch, 1918
- H. cyrtoneurina (Zetterstedt, 1845)
- H. dentipes (Fabricius, 1805)
- H. depressa Huckett, 1954
- H. diabolus (Harris, 1780)
- H. floccosa Macquart, 1835
- H. glabricula (Fallén, 1825)
- H. hennigi Pont, 1986
- H. hirticeps (Fallén, 1824)
- H. hirtipes (Malloch, 1924)
- H. houghi Malloch, 1916
- H. ignava (Harris, 1780)
- H. irritans (Fallén, 1823)
- H. lasiophthalma Malloch, 1919
- H. lundbecki (Michelsen, 1978)
- H. meridionalis Porschinskiy, 1882
- H. meteorica (Linnaeus, 1758)
- H. militaris (Meigen, 1826)
- H. nidicola Malloch, 1925
- H. obscurifrons (Sabrosky, 1949)
- H. palaestrica (Meigen, 1826)
- H. pallicornis Pont, 1973
- H. pandellei Stein, 1899
- H. parva Meade, 1889
- H. pellucens Porchinskiy, 1879
- H. penicillata (Róndani, 1866)
- H. pilipes Stein, 1903
- H. pilitibia Stein, 1916
- H. ringdahli Stein, 1916
- H. rostrata Robineau-Desvoidy, 1830
- H. scambus (Zetterstedt, 1838)
- H. similis Meade, 1887
- H. spinifemorata Huckett, 1954
- H. spinigera Stein, 1910
- H. tersa (Wiedemann, 1830)
- H. tuberculata Róndani, 1866
- H. unispinosa Stein, 1898
- H. velutina Robineau-Desvoidy, 1830

### Espèces fossiles
Une seule espèce fossile est connue selon Fossilworks :
- Hydrotaea maculipennis Nicolas Théobald 1937[5].

## Description
Les larves de ce genre sont souvent des carnivores obligatoires dimorphes. Les deuxième et troisième stades sont des prédateurs, et le premier est également carnivore chez certaines espèces. Certaines espèces ont des stades terminaux cannibales. Les plus petites larves mesurent moins de 6 mm et les plus grandes mesurent jusqu'à 16 mm. L'abdomen a des zébrures ventrales et de grands stigmates avec des fentes sinueuses. 
Les adultes se nourrissent généralement du sang des mammifères. Ils sont capables de rouvrir des blessures presque complètement guéries. La morphologie des pièces buccales du genre va des pièces buccales épongées aux bouches aux dents râpeuses. De nombreuses espèces ont des dents prémomales agrandies. Le spiracle métathoracique est couvert de soies longues et épaisses. L'Hydrotaea mâle moyen mesure entre 6,5 et 8,5 mm et la femelle moyenne entre 5,75 et 7,5 mm. Ils sont bruns très clair à noir bleuâtre avec de grands yeux rouges et des antennes plumeuses.

## Habitat
Les mouches de ce genre se trouvent dans les régions les plus chaudes d'Amérique du Nord et du Sud, en Europe, en Asie et en Australie. On les trouve le plus souvent en milieu urbain. Ils sont attirés par la fermentation et se trouvent souvent dans la végétation, les excréments et les carcasses en décomposition, principalement celles qui sont mortes depuis plus de dix jours. [2]

## Cycle de vie
Le cycle de vie d'Hydrotaea rostrata a été étudié dans le domaine de l'entomologie médico-légale. Les mouches matures recherchent la pourriture, de préférence dans un matériau mort depuis longtemps. Les masses d'asticots, qui sont souvent caractéristiques d'autres espèces de mouches, ne sont pas typiques de H. rostrata. Les larves de cette espèce progressent par trois stades, ou stades, qui sont ensuite suivis par la formation d'une chrysalide. La mouche adulte émerge de la chrysalide. Le processus de développement de l'œuf à l'adulte prend entre 518,4 et 1 555,6 heures, selon une étude en Australie. Le développement est plus rapide à des températures plus chaudes de 19 à 30 ° C. À des températures plus fraîches de 12 à 18 ° C, le développement peut prendre jusqu'à 64,5 jours. 
Les larves d'une autre espèce, la mouche noire (H. aenescens), habitent les matières fécales et consomment d'autres larves, y compris celles de Musca domestica, la mouche domestique,. La mouche noire est disponible dans le commerce pour une utilisation dans la lutte contre les mouches domestiques. Il est également utile en médecine légale, car il peut habiter des cadavres. 
Certaines larves peuvent chercher un abri sous terre par temps froid.

## Pathogènes associés
La recherche a incriminé Hydrotaea irritans en tant que vecteur de la mammite d'été, une infection bovine qui peut être causée par plusieurs bactéries suspectées. [5] La recherche a permis à des mouches inoculées avec des bactéries sélectionnées à partir d'un échantillon représentant la mammite d'été d'entrer en contact avec les mamelles des bovins. La bactérie est apparue chez certaines vaches et sur le corps d'un peu plus d'un tiers des mouches trafiquées. Les preuves indiquent que H. irritans transmet les espèces bactériennes Staphylococcus aureus, Streptococcus dysgalactiae, Streptococcus uberis, Streptococcus agalactiae, Arcanobacterium pyogenes, Peptostreptococcus indolicus et Fusobacterium necrophorum. 
H. irritans attaque de nombreux autres animaux à sang chaud, y compris les humains. 
H. aenescens est également porteur de bactéries, en particulier de Salmonella sérovar Infantis.

## Importance médico-légale
Les espèces Hydrotaea ont été utiles dans les cas médico-légaux dans le monde entier en indiquant l'intervalle post-mortem (PMI). Ces mouches habitent généralement une carcasse 4 à 5 mois après le début de la décomposition. Leur présence indique que le cadavre n'a pas été brûlé et que la phase précédente de la mouche verte et bleue est terminée. Les larves d'Hydrotaea peuvent se nourrir les unes des autres et d'autres mouches, telles que les mouches vertes et bleues. 
Hydrotaea peut être utilisé pour identifier des médicaments et pour déterminer si un corps a été déplacé. Hydrotaea spinigera peut représenter 70% de la population de mouches muscid sur un cadavre dans un habitat boisé. Hydrotaea rostrata peut arriver à un corps en décomposition le deuxième jour de la décomposition et peut rester jusqu'à 34 jours ou jusqu'à ce que le corps soit squelette.

### Ouvrages
- (en) P. Skidmore, The Biology of Muscidae of the World, Springer, 1985, 117–146 p. (ISBN 978-90-6193-139-3, lire en ligne).
- [Bay & R. L. Harris 1988] (en) D. E. Bay et R. L. Harris, Introduction to Veterinary Entomology (A Guide to Livestock Insects), Bryan, TX, Stonefly Publishing, 1988, 54 p. (ISBN 0-9624083-0-1).
- [Adrienne09] (en) A. Brundage, Muscidae and Other Families, Texas A&M University Forensic Entomology Lecture, Texas A&M University, 2 mars 2009.

### Articles
- (en) D. W. Coquillett, « Types of anthomyid genera. », The New York Entomological Society, New York, vol. 9,‎ 1901, p. 134–146.
- [Sukontason] (en) K. L. Sukontason, « Ultrastructure of spiracles of Musca domestica and Hydrotaea chalcogaster (Diptera: Muscidae) », Springer-Verlag 2006, vol. 100, no 1,‎ 20 avril 2006, p. 19–23 (PMID 16763837, DOI 10.1007/s00436-006-0221-0, S2CID 12847092).
- [Dadour] (en) I. R. Dadour, D. F. Cook et N. Wirth, « Rate of development of Hydrotaea rostrata under summer and winter (cyclic and constant) temperature regimes », Medical and Veterinary Entomology, vol. 15, no 2,‎ 2001, p. 177–182 (PMID 11434551, DOI 10.1046/j.1365-2915.2001.00291.x, S2CID 43905445).
- [Hogsette] (en) J. A. Hogsette et R. D. Jacobs, « Failure of Hydrotaea aenescens, a larval predator of the housefly, Musca domestica, to establish in wet poultry manure on a commercial farm in Florida, U.S.A. », Medical and Veterinary Entomology, vol. 13, no 4,‎ 1999, p. 349–354 (PMID 10608222, DOI 10.1046/j.1365-2915.1999.00173.x, S2CID 30910509).
- [Loeschcke04] (en) V. Loeschcke, « Genetic evidence for population expansion in Hydrotaea irritans (Fallen) (Diptera: Muscidae) », Journal of Zoological Systematics & Evolutionary Research, vol. 42, no 3,‎ 2004, p. 257–261 (DOI 10.1111/j.1439-0469.2004.00260.x).
- [Chirico97] (en) J. Chirico, « Summer mastitis experimentally induced by Hydrotaea irritans exposed to bacteria », Medical and Veterinary Entomology, vol. 11, no 2,‎ 1997, p. 187–192 (PMID 9226651, DOI 10.1111/j.1365-2915.1997.tb00312.x, S2CID 7116982).
- [Olsene00] (en) A. Olsen et T. S. Hammack, « Isolation of Salmonella spp. from the housefly, Musca domestica L., and the dump fly, Hydrotaea aenescens (Wiedemann) (Diptera: Muscidae), at caged-layer houses », Journal of Food Protection, vol. 63, no 7,‎ 2000, p. 958–960 (PMID 10914668, DOI 10.4315/0362-028x-63.7.958).
- [Sukontason07] (en) S. Kabkaew, « Forensic entomology case of two burned corpses in Thailand », Entomological Odyssey, vol. D,‎ 2001, p. 217.
- [Sukontason01] (en) Sukontason, K., « Forensic entomology cases in Thailand: a review of cases from 2000 to 2006 », Springer Berlin/Heidelberg, vol. 101, no 5,‎ octobre 2007, p. 1417–1423 (ISSN 0932-0113, PMID 17647017, DOI 10.1007/s00436-007-0659-8, S2CID 22805102).
- [Voss08] (en) S. C. Voss, Forbes, S. L. et Dadour, I. R., « Decomposition and insect succession on cadavers inside a vehicle environment », Forensic Science, Medicine, and Pathology, Humana Press Inc., vol. 4, no 1,‎ mars 2008, p. 22–23 (ISSN 1547-769X, PMID 19291466, DOI 10.1007/s12024-007-0028-z, S2CID 17465743, lire en ligne).